# Homura Akemi
Homura Akemi (暁美 ほむら?, Akemi Homura) è un personaggio della serie televisiva anime Puella Magi Madoka Magica, diretta da Akiyuki Shinbō e sceneggiata da Gen Urobuchi e andata in onda nel 2011.
Nella serie animata Homura appare come una come una misteriosa ragazza magica che cerca di impedire alla protagonista Madoka Kaname di diventare una maga. Man mano che la storia procede, viene rivelato che Homura può viaggiare nel tempo e ha visto Madoka morire innumerevoli volte dopo aver scelto di diventare una ragazza magica. Homura appare come protagonista nel film sequel del 2013 Puella Magi Madoka Magica - Parte 3 - La storia della ribellione, dove combatte con le altre ragazze magiche contro dei nuovi mostri chiamati "Nightmare". 
Homura è apparsa nella maggior parte dei media relativi a Puella Magi Madoka Magica, tra cui manga, light novel e videogiochi. Il design del personaggio è stato realizzato da Ume Aoki. È doppiata in giapponese da Chiwa Saitō, mentre in italiano da Alessia Amendola nella serie e nei primi due film e da Emanuela Damasio nel terzo film.
Homura ha ricevuto un'accoglienza positiva da parte della critica, che ne ha elogiato la profondità e la complessità del suo personaggio, nonché il suo rapporto con Madoka. Il ruolo di Homura nel film La storia della ribellione ha anche guadagnato elogi da parte della critica, che ha apprezzato l'attenzione sul suo personaggio e sul suo sviluppo. Ha ottenuto posizioni elevate in vari sondaggi di anime come miglior personaggio femminile e sono stati commercializzati diversi articoli basati su di lei.

## Creazione e sviluppo
Lo scrittore della serie Gen Urobuchi, in un'intervista del 2011 alla rivista giapponese Newtype, ha dichiarato di aver avuto in mente il personaggio di Homura fin dal principio della creazione della trama, volendo creare una storia dove «Homura cerca di salvare Madoka». Il personaggio è stato creato in contrasto con la personalità della protagonista Madoka Kaname: mentre quest'ultima è un personaggio che può avanzare e si evolve lungo la serie, Homura è un personaggio che rimane fermo nello stesso punto a causa del loop temporale e del dover salvare Madoka dal suo destino. Al contrario di Madoka che, essendo un personaggio inusuale per il suo stile di scrittura, Urobuchi ha definito come un «personaggio di Ume Aoki», la character designer dell'anime, lo scrittore ha descritto Homura come un "suo" personaggio.
Ha scelto di non mostrare la famiglia di Homura, poiché non avrebbe influenzato la storia e non sarebbe stato necessario, al contrario di quanto fatto con la famiglia di Madoka che gioca un ruolo importante nella storia, in particolare sua madre Junko Kaname. Sebbene Madoka sia il personaggio titolare della serie, e la storia riguardi la sua crescita e il suo desiderio di diventare una ragazza magica, Urobuchi ha dichiarato come Homura sembri la vera protagonista della serie.. Ha spiegato che lungo la serie il suo ruolo è quello di un «personaggio misterioso che rivela la verità sul destino delle ragazze magiche», mentre negli episodi finali di questa l'ha descritta come un'«evangelista», ovvero dell'unica persona al mondo che riesce a comprendere l'esistenza e l'importanza di Madoka.
Urobuchi ha approfondito il personaggio nel film La storia della ribellione dove ricopre il ruolo di protagonista, spiegando come l'opera si incentri sulla sua crescita e sul suo cambiamento., e per questa ragione si è detto preoccupato per la reazione del pubblico alla sua evoluzione, temendo che un suo eccessivo sviluppo nel film la potesse far apparire "fuori dal personaggio". Inizialmente Urobuchi aveva in mente di terminare il film con Homura che si ricongiungeva con la forma divina di Madoka, ma il regista del progetto Akiyuki Shinbō e il produttore Atsuhiro Iwakami rifiutarono l'idea, poiché in questo modo l'anime sarebbe arrivato ad una conclusione ed il franchise non si sarebbe più potuto espandere. Fu lo stesso Shinbō a suggerire un finale dove «Homura affronta Madoka come un nemico».

### Design
Il design di Homura è stato realizzato da Ume Aoki. Ha dichiarato di volerla far «risplendere nel suo design», e che i suoi «lunghi capelli setosi» sono la parte più caratteristica di esso. Ha realizzato il design avendo in mente la sua personalità e il suo stile di combattimento, e ha dichiarato di averla trovata subito un personaggio interessante. Per l'uniforme scolastica, Aoki ha disegnato Homura con dei collant neri che ricordano quelli indossati nel suo completo da ragazza magica, e ha dichiarato che «trasmette un'aria da bellezza silenziosa». Le armi utilizzate da Homura sono state disegnate dallo staff del progetto, mentre l'arco utilizzato nell'ultimo episodio è stato realizzato a partire da un disegno di Aoki. In un'intervista pubblicata sulla rivista dedicata Manga Time Kirara Magica, Aoki ha dichiarato che il design di Homura è stato il più difficile da realizzare secondo solo a quello di Mami Tomoe, principalmente a causa della difficoltà nel disegnare i capelli dei due personaggi.
Jun'ichirō Taniguchi, uno dei direttori dell'animazione e character designer del film La storia della ribellione, ha dichiarato che è stato difficile realizzare dei design per la sua forma demoniaca, specialmente per via degli orecchini indossati dal personaggio, non presenti nel design iniziale. Hiroki Yamamura, altro direttore dell'animazione del film, ha dichiarato di aver avuto difficoltà nel disegnare il personaggio, specialmente nel riuscire ad aggiungere emozioni alla sua imperturbabile espressione facciale.

### Doppiaggio

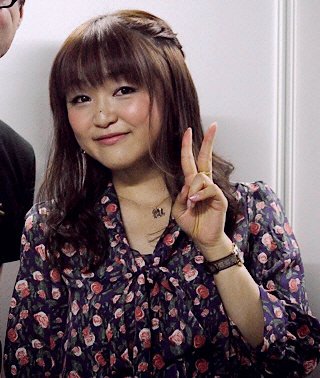
Chiwa Saitō, voce giapponese di Homura.

In giapponese, Homura è interpretata da Chiwa Saitō. Inizialmente Saitō fu considerata come voce per Kyubey, ma dichiarò di sembrare «troppo stupida» nel cercare di interpretarlo. Provò dunque il ruolo di Kyōsuke Kamijō, ma fu Urobuchi a suggerirle di provare il ruolo di Homura. Dichiarò di essersi sentita onorata per aver ricevuto questo ruolo, ma rivelò anche di aver avuto difficoltà ad interpretare il personaggio, specialmente per la difficoltà nel condividerne il suo dolore e la sua solitudine, e nel riuscire a mostrare queste emozioni. Spiegò anche che, essendo Puella Magi Madoka Magica un'opera originale, un'altra difficoltà fu quella di riuscire a comprendere il personaggio senza avere del materiale di base sul quale fare ricerca. Urobuchi dichiarò di aver apprezzato la voce di Saitō per Homura, spiegando che le conferisce un senso di «bellezza oscura». Saitō dichiarò di rispecchiarsi in certi versi nel personaggio di Homura, spiegando: «Non riesco a parlare delle mie preoccupazioni e spesso le tengo per me stessa, il che la maggior parte delle volte mi porta a pensare negativamente. In questo penso di essere abbastanza simile ad Homura».
Prima dell'audizione, Akiyuki Shinbō si dichiarò preoccupato per la scelta di Saitō, poiché la sua voce gli ricordava il personaggio di Hitagi Senjōgahara dell'anime Bakemonogatari, doppiato dalla stessa Saitō sempre sotto direzione di Shinbō, e per questa ragione pensò fosse meglio ingaggiare qualcun altro per il ruolo. Dopo l'audizione tuttavia, si convinse della scelta di Saitō. Lodò la sua interpretazione di Homura nell'episodio 10 descrivendola «oltre le aspettative», apprezzandone in particolare la sua realizzazione dell'urlo del personaggio e delle forti emozioni espresse.
Nel doppiaggio italiano, Homura è interpretata nella serie animata da Alessia Amendola. La scelta per la doppiatrice è stata presa tramite un sondaggio online indetto da Dynit, responsabile dell'adattamento, sul sito web AnimeClick.it, che ha visto vincitrice Alessia Amendola fra le candidature di Myriam Catania, Jun Ichikawa e Perla Liberatori. Nonostante al Lucca Comics & Games 2011 Dynit ha annunciato che, per un'indisponibilità di Amendola, Ichikawa avrebbe preso il suo posto, con un comunicato ufficiale pubblicato sul proprio sito nell'ottobre del 2011 ha ripristinato la scelta iniziale. Per il film Puella Magi Madoka Magica - Parte 3 - La storia della ribellione, il doppiaggio italiano di Homura è stato affidato ad Emanuela Damasio.

## Apparizioni

### InPuella Magi Madoka Magica
Nella serie principale, Homura Akemi è una ragazza magica e studentessa del secondo anno trasferitasi nella classe di Madoka Kaname. Appare per la prima volta nell'incubo della protagonista all'inizio della serie, dove viene vista combattere contro la Strega della Notte di Walpurgis. Si trasferisce nella scuola di Madoka il giorno successivo al sogno e sembra già conoscere la ragazza, e si dimostra fin da subito molto abile in tutto ciò che fa, sia esso accademico o sportivo, rendendola immediatamente popolare nonostante il suo comportamento freddo. Lo stesso giorno, Madoka trova Homura mentre insegue una creatura felina di nome Kyubey, cercando di ucciderlo. Dopo che Madoka e la sua amica Sayaka Miki entrano in contatto con la ragazza magica Mami Tomoe, scoprono che Homura è una ragazza magica con un profondo odio verso Kyubey.
Successivamente viene rivelato che Homura è una viaggiatrice del tempo; nella sua linea temporale originale, era una studentessa del secondo anno timida e con bassa autostima e appena trasferita nella scuola essendo stata ricoverata in ospedale per una malattia cardiaca. Fa amicizia con Madoka che, con l'aiuto di Mami, la salva da una Strega. Tuttavia nel combattimento contro la Notte di Walpurgis, Madoka sacrifica la sua vita per fermarlo e Homura, sopraffatta dal dolore, stipula un contratto con Kyubey per diventare una ragazza magica, volendo essere una persona in grado di proteggere Madoka, proprio come lei l'ha protetta. Il suo desiderio è quello di poter tornare al suo incontro originale con Madoka, ricevendo il potere di manipolare il tempo in una certa misura. Imprigionata in un paradosso della predestinazione, nonostante continui a cercare di impedire che Madoka stipuli un contratto con Kyubey e venga uccisa, non riesce a salvarla. Conseguentemente ai continui fallimenti, il suo comportamento inizia a cambiare, diventando più freddo e distante dalle persone intorno a lei.
Nell'ultimo episodio della serie, dopo che Madoka esprime il suo desiderio di salvare le ragazze magiche dal diventare Streghe e trascende a "divinità" con la funzione di salvare le anime di queste, Homura rimane l'unica persona rimasta a ricordarsi di lei.
La sua arma magica è uno scudo pieno di sabbia che le permette di fermare o di riavvolgere il tempo; tuttavia non può utilizzare questo potere se viene trattenuta poiché deve ruotare lo scudo per attivarlo. Può anche usare lo scudo per bloccare proiettili ed immagazzinare armi. Poiché né il suo scudo né la sua magia le conferiscono abilità offensive, attacca invece utilizzando armi da fuoco rubate fermando il tempo ed esplosivi fatti in casa.

### NeLa storia della ribellione
In Puella Magi Madoka Magica - Parte 3 - La storia della ribellione, Homura appare come protagonista del film, combattendo con le altre ragazze magiche contro dei nuovi mostri chiamati "Nightmare". Tuttavia, dopo un po' di tempo, Homura si rende conto che c'è qualcosa di strano nei suoi ricordi e inizia a indagare. Man mano che la storia procede, Homura capisce di essere intrappolata nel labirinto di una Strega, e cerca di trovare la maga responsabile di questo. Alla fine scopre di essere lei stessa la Strega ad aver creato questa realtà, e Kyubey è il responsabile di questo, volendo osservare il "Fenomeno della Ruota", ovvero il modo per il quale, grazie al desiderio di Madoka, le maghe non si trasformano più in Streghe anche dopo che la loro Soul Gem si esaurisce. Homura sceglie dunque di diventare una Strega senza essere guidata da Madoka per distruggere il piano di Kyubey e, mentre la forma divinizzata di Madoka sembra portare Homura in Paradiso per il "Fenomeno della Ruota", Homura usurpa il suo posto, diventando, come si autodefinisce, un demone e riscrivendo di nuovo le leggi dell'universo.

## Accoglienza

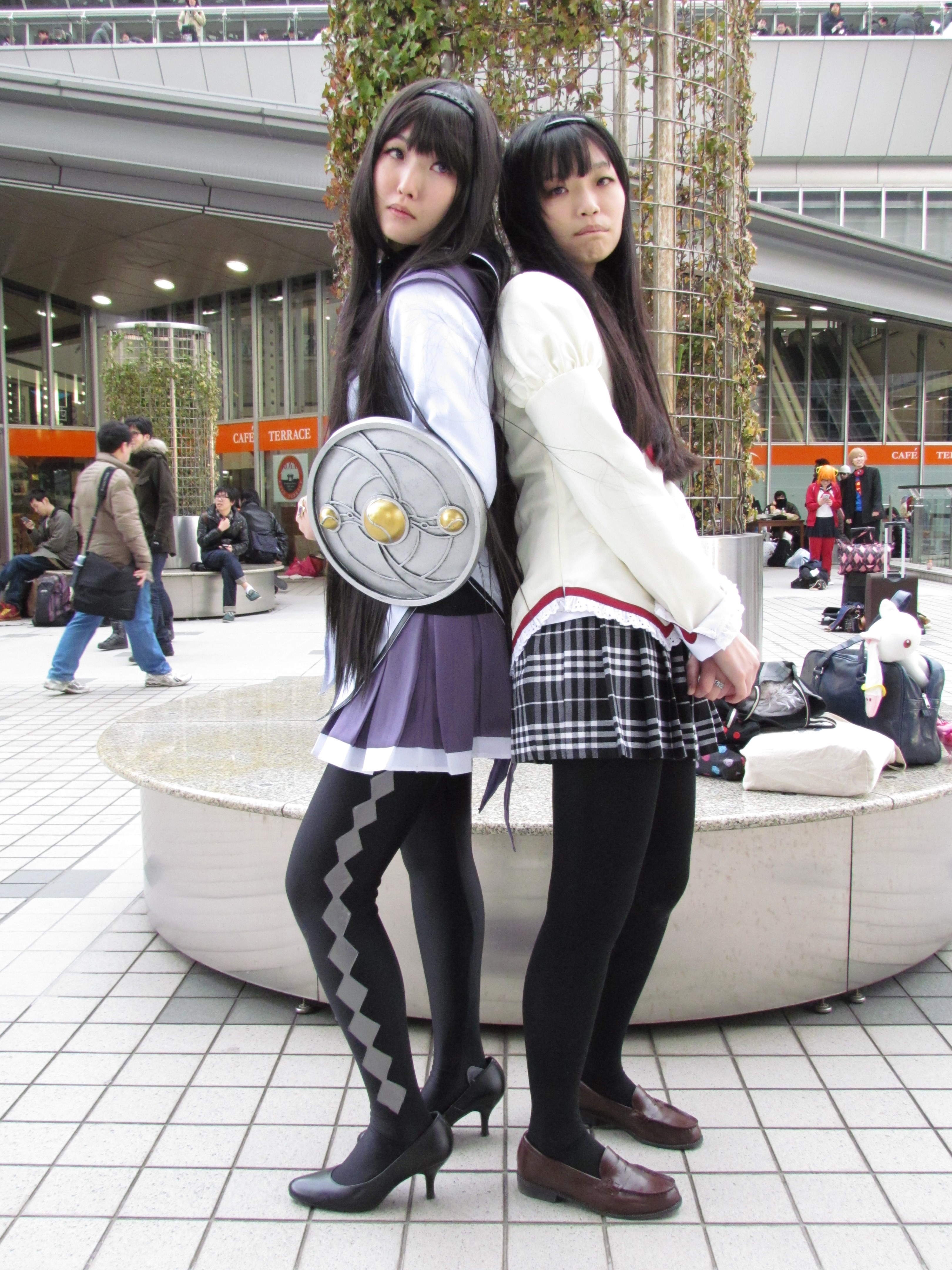
Due cosplayer di Homura al Comiket 83 a Tokyo.

Il personaggio di Homura ha ricevuto una buona accoglienza in Giappone. Ha vinto il primo premio ai Newtype Anime Awards come miglior personaggio femminile nel 2011, mentre nelle edizioni del 2013 e del 2014 si è aggiudicata la quarta posizione. La doppiatrice giapponese del personaggio Chiwa Saitō ha vinto l'edizione del 2011 aggiudicandosi il premio di miglior doppiatrice di un personaggio secondario, mentre nel 2013, per il ruolo di Homura nel film sequel Puella Magi Madoka Magica - Parte 3 - La storia della ribellione, si è aggiudicata l'ottava posizione come miglior doppiatrice femminile. Nel 2011, Homura ha vinto il premio Animage Grand Prix Editors Choice per il miglior personaggio femminile nel 2011. La doppiatrice giapponese Sumire Uesaka ha fatto un cosplay di Homura al Comiket 85. Nel 2013, gli utenti della piattaforma online giapponese Biglobe hanno votato Homura come personaggio femminile dai capelli neri più popolare. In altri sondaggi dello stesso sito, Homura si è classificata prima nelle categorie "ragazze anime che attirano i fan più devoti" e "personaggi femminili più trendy". Nel 2014, secondo un sondaggio di Nippon Telegraph and Telephone, Homura si è aggiudicata la quinta posizione in una classifica sui personaggi anime femminili dai capelli neri preferiti dai fan. Homura è anche una delle eroine più popolari della casa di animazione Shaft: nel 2016 ha raggiunto il secondo posto in una classifica dei personaggi femminili preferiti dai fan dello studio, dietro a Shinobu Oshino delle Monogatari series.
In un sondaggio condotto dall'emittente televisiva giapponese NHK sulle migliori eroine negli anime, Homura ha raccolto il 14% dei voti, classificandosi in seconda posizione. Inoltre, in un sondaggio condotto dal sito web giapponese Charapedia nel 2016, Homura si è classificata prima nella categoria degli studenti trasferiti più attraenti. In un altro sondaggio di Charapedia, Homura si è classificata seconda come ragazza magica più attraente, con l'autore del sito che ha affermato che Homura è "sicuramente uno dei personaggi rappresentativi delle ragazze magiche nell'animazione giapponese". In un sondaggio del sito web Anime News Network su quale cattivo degli anime meriti di più il riscatto, Homura si è classificata al sesto posto per il suo ruolo ne La storia della ribellione, con il 4% dei voti. Nel 2019, gli utenti del sito web giapponese GooRanking hanno votato Homura come la migliore eroina anime del periodo Heisei. Nelle premiazioni dei Decade Awards condotti dal sito web Anime Trending News nel 2020, Homura è stata votata come il miglior personaggio femminile della stagione anime dell'inverno 2011, e come terzo miglior personaggio femminile dello stesso anno in assoluto. Sempre nel 2020, Homura è stata votata come terzo miglior personaggio magico femminile in un sondaggio condotto dal sito web Anime! Anime!.

### Critica
Il personaggio di Homura Akemi ha ricevuto un'accoglienza generalmente positiva. È stato elogiato in modo particolare il suo passato mostrato nel decimo episodio della serie per come ritrae il suo dolore e la sua lotta interiore, giudicato da diversi critici come il miglior episodio dell'anime. I critici hanno anche elogiato la complessità e la tragedia del personaggio, descrivendola come «un personaggio che lo spettatore può compatire e sentire il dolore attraverso cui è passata». Jacob Churosh di T.H.E.M. Anime Reviews, recensendo la serie ha scritto: «La maschera di freddo distacco e brutale indifferenza [di Homura] si sgretola in maniera spettacolare nella seconda parte della serie, mentre esploriamo le profondità della sua storia e iniziamo a scoprire quali tragedie [...] hanno spinto Homura ad indossare una maschera del genere». In un'intervista pubblicata sulla rivista giapponese Newtype, anche il regista Hideaki Anno ha elogiato la presentazione del passato di Homura nel decimo episodio, oltre al modo in cui il personaggio è stato rappresentato nell'anime. Il critico giapponese Minori Ishida, nel proprio libro Puella Magi Madoka Magica: Flowers for Magical Girls, ha definito Homura come uno dei personaggi «più complessi» e «avvincenti» negli anime.
La critica ha inoltre evidenziato come, nonostante Madoka inizi come protagonista titolare della serie, Homura eclissi gradualmente Madoka nel ruolo di personaggio principale: Zac Bertschy di Anime News Network ha descritto Homura come «il personaggio più cruciale della serie», mentre Dan Barnett di UK Anime Network, recensendo il film de La storia della ribellione, l'ha descritta come «eroina tragica» della storia. Richard Eisenbeis di Kotaku, commentando il primo film riassuntivo della serie ha affermato che: «Tutti i colpi di scena e le motivazioni dei personaggi [...] diventano quasi una nuova storia, incentrata non su Madoka ma su Homura». Ha aggiunto che Homura può essere vista come «l'unica persona sana di mente in un mondo folle e l'unica ad avere idea di cosa sta succedendo».
Il ruolo di Homura nel film sequel del 2015 La storia della ribellione è stato accolto positivamente. I critici hanno apprezzato la maggior focalizzazione e lo sviluppo del personaggio lungo la storia. Chris Beveridge di The Fandom Post ha elogiato il ruolo di protagonista ricoperto da Homura in questo film, spiegando come per lui anche nella serie «Homura è sempre stata il personaggio principale». Lo scrittore Jed A. Blue ha affermato che Homura è un personaggio che ha avuto un «ampio sviluppo» e l'ha descritta come un «personaggio complesso». Jacob Chapman di Anime News Network ha commentato il finale del film come una «vittoria tragica e vuota» di Homura, ma evidenziando come il cambio di personalità di Homura avvenga troppo improvvisamente, invece di essere qualcosa di graduale e costruito. Lynzee Loveridge di Anime News Network ha commentato l'usurpazione del ruolo divino di Madoka da parte di Homura nel film paragonandola alla ribellione di Satana contro Dio in Paradiso perduto di John Milton. Ha inoltre classificato Homura in prima posizione in una classifica sui personaggi che viaggiano nel tempo, elogiandone la tenacia e la volontà di raggiungere l'obbiettivo della salvezza di Madoka.

### Analisi
Il personaggio di Homura Akemi è stato analizzato da diversi scrittori e critici che hanno espresso opinioni sulla sua psiche e sul suo stato mentale. Lo scrittore Jed A. Blue ha analizzato Homura nel libro The Very Soil: An Unauthorized Critical Study of Puella Magi Madoka Magica, affermando come il personaggio sia la rappresentazione della depressione e della distimia e che «basterebbe solo una piccola spinta verso il basso per farla crollare». Ha inoltre evidenziato come Homura soffra di sensi di colpa, odio verso se stessa e abbia tendenze suicide. Tra i vari personaggi della letteratura, Blue ha paragonato Homura allo Schiaccianoci del racconto Schiaccianoci e il re dei topi di Hoffmann e al Faust dell'omonima opera di Goethe. Allo stesso modo, ha paragonato Madoka al personaggio di Gretchen della stessa opera, spiegando che: «La volontà di Madoka di allontanare le ragazze magiche da diventare streghe è parallela alla volontà di Gretchen di guidare Faust in paradiso». Lo scrittore Bryan J. McAfee ha giudicato il comportamento di Homura come conseguenza di un disturbo da stress post-traumatico a causa delle continue ripetizioni delle linee temporali nelle quali ha visto morire Madoka. In un articolo pubblicato sulla rivista Mechademia, Kevin Cooley ha commentato i poteri di Homura sostenendo come essi non siano solo «una metafora dell'amore tra ragazze magiche», ma «letteralmente l'amore tra ragazze magiche».